# Robert Persché
Robert Persché (* 1961 in Melbourne) ist ein österreichischer Komponist, Regisseur und Autor, der vor allem durch seine Musical-Inszenierungen bekannt ist.

## Leben
Robert Persché wurde als Sohn zweier nach Australien ausgewanderter Steirer in Melbourne geboren. Seit seiner Kindheit lebt er in Graz. Der Komponist und Regisseur arbeitet auch als Solomusiker (Gitarre, Klavier) sowie mit dem Musikkaberett-Trio „Die Kaktusblüten“.
Von 1993 bis 1997 betrieb er die Musicalbühne „Arena – Freie Bühne Graz“, danach die Grazer Seefestspiele 1997–1999. Seither arbeitet er für verschiedene österreichische Bühnen wie Stadttheater Klagenfurt, Tiroler Landestheater, Next Liberty, Oper Graz, Stadttheater Baden. Im Musical Aladdin und die Wunderlampe wirkten die Darsteller Marjan Shaki, Ramesh Nair und Georgij Makazaria mit.

## Musicals
Wenn nicht anders vermerkt, sind Musik und Text von Robert Persché.
- 1991 Robin Hood (mit Walter Raidl)
- 1992 Der Zauberer von Oz
- 1994 Das Dschungelbuch
- 1996 Der Struwwelpeter
- 2003 Das Gespenst von Canterville
- 2007 Der Froschkönig
- 2008 Schneewittchen (mit Andreas Braunendal)
- 2009 Eine Weihnachtsgeschichte (mit Andreas Braunendal)
- 2013 Aladdin und die Wunderlampe (mit Andreas Braunendal)
- 2016 Zauberlehrling (mit Andreas Braunendal)
- 2020 Das Dschungelbuch, Neubearbeitung
- 2020 Robin Hood, Neubearbeitung

## Bühnenmusik
- 1989 Rotkäppchen (Buch von Schwarz, Jewgeni)
- 1990 Das Herz des Schneemannes (Buch Maree, Alice/Michael Gert)
- Das Mädchen mit den Schwefelhölzern (Hans Christian Andersen)
- Max und Moritz
- An der Arche um Acht (Ulrich Hub)

## Inszenierungen
- 1987 Jesus Christ Superstar – Musical (Webber/Rice), Musikgymnasium Graz
- 1989 Jesus Christ Superstar – Musical (Webber/Rice), Opernhaus Graz
- 1990 Rotkäppchen – Musical (Schwarz, Jewgeni/Persché), Orpheum Graz
- 1991 Robin Hood – Musical (Raidl/Persché), Orpheum Graz
- 1992 Der Zauberer von Oz – Musical (Persché), Orpheum Graz
- 1993 Die Schöne und das Biest – Musical (Raidl/Riegler), Arena Graz
- 1994 Nonnsense – Musical (Goggin), Arena Graz
- 1994 Das Dschungelbuch – Musical (Persché), Arena Graz
- 1994 Joseph and the Amazing Dreamcoat (Webber), Orpheum Graz
- 1995 Hexen – Musical (Ashkenasi/Lund, Österr. Erstauff.), Arena Graz
- 1995 Die Geierwally – Musical UA (Gruber/Safer/Ziegerhofer) Arena Graz
- 1997 Im weißen Rössl – Singspiel (Benatzky), Grazer Seefestspiele
- 1998 Rocky Horror Show – Musical (Richard O’Brien), Steiermark-Halle
- 1998 Robin Hood – Musical (Raidl/Persché), Stadttheater Klagenfurt
- 1998 Nonnsense – Musical (Dan Goggin), Grazer Seefestspiele
- 1999 Marylin meets Einstein – Schauspiel, Theater Wienerstraße
- 1999 Der Zauberer von Oz – Musical (Persché), Stadttheater Klagenfurt
- 2000 Poesie in Barock Tanzperformance, Schloss Eggender
- 2001 Drachenblut – Figurentheater (Persché), Schloss Eggenberg
- 2001 Das Dschungelbuch – Musical (Persché), Stadttheater Klagenfurt
- 2002 Orient meets Okzident – Performance (Persché), Schloss Eggenberg
- 2003 moving elegies (Persché),   Schloss Eggenberg
- 2003 Das Gespenst von Canterville – Musical (Persché), Stadttheater Klagenfurt
- 2003 two fiddlers – Oper (Peter Maxwell-Davis), steirischer herbst
- 2004 „Ei“ – multimediale performance (Persché), Stadthalle Graz
- 2005 object-eve – Bewegungstheater (Persché), Grazer Stadthalle
- 2006 Das Gespenst von Canterville – Musical(Persché), Tiroler Landestheater
- 2006 Macht der Nacht – Performancetheater (Persché), Wörthersee-Bühne
- 2006 Das tapfere Schneiderlein – Theater (Radkovic), Orpheum Graz
- 2007 Der Froschkönig – Musical (Persché), Orpheum Graz
- 2008 Schneewittchen – Musical (Persché/Braunendal), Orpheum Graz
- 2009 eine Weihnachtsgeschichte (Persché/Braunendal), TTZ-Graz
- 2009 „Paulus“ Poporatorium (Hucek/Schuller), Stefaniensaal Graz
- 2010 Das Gespenst von Canterville – Musical (Persché), Oper Graz
- 2010 nonnsense (Dan Goggin), Sommerfestspiele Gamlitz,
- 2010 ladies night, Casineum Graz
- 2011 „extraordinär“ Musikkabarett (Bruck&Breit), Theatercafé Graz
- 2011 „Stimmen“ Rainer Maria Rilke, Theater Lechthaler Belic
- 2012 Beatles an Bord Musical, Casineum Graz
- 2013 Aladdin und die Wunderlampe (Persché/Braunendal), Oper Graz
- 2013 Notaufnahme BORG Musical, Feldbach
- 2015 SELFIE WONDERLAND BORG Monsberger, Volkshaus Graz
- 2016 Der Zauberer von Oz, Volkshaus Graz
- 2016 Der Zauberlehrling (Musik: Robert Persché, Buch: Robert Persché und Andreas Braunendal, Liedertexte: Robert Persché), Oper Graz
- 2017 Aladdin und die Wunderlampe (Musik: Robert Persché, Text: Robert Persché und Andreas Braunendal), Stadttheater Baden
- 2018 Der Zauberlehrling (Musik: Robert Persché, Buch: Robert Persché und Andreas Braunendal, Liedertexte: Robert Persché), Stadttheater Baden
- 2019 Beatles an Bord, Komödie von Enrique Keil, Arnfelser Schlossspiele
- 2019 Cash - Einer zahlt immer, Komödie von Michael Cooney, Komödie Graz
- 2020/21 Der Club der Hypochonder von Meggie W. Wrightt, Komödie Graz
- 2021/22 Robin Hood – Musical von Robert Persché und Walter Raidl, Stadttheater Baden
- 2021 Wenn schon, denn schon von Ray Cooney, Komödie Graz
- 2021/22 Baron Karl – Die erste Wiener Sandler-Operette von Nino Holm, Metropol Wien
- 2021 Die Weihnachtsgeschichte – Musical von Robert Persché und Andreas Braunendal, Next Liberty Graz
- 2022 Urban Jungle – Musical von Gerd Feichtinger und Robert Persché, BORG Monsberger
- 2022 Blablü – Das Mini-Mega-Musical von Berith Schistek, Theater-Center-Forum Wien
- 2022 Zwei wie Bonnie und Clyde – Krimi-Komödie von Sabine Misiorny und Tom Müller, Komödie Graz
- 2023 Rent a friend von Folke Brabant, Komödie Graz, österreichische Erstaufführung
- 2023 Pension Schöller, Lustspiel von Jacoby und Carl Laufs, Neubearbeitung Robert Persché, Komödie Graz
- 2024 Trennung für Feiglinge von Clément Michel, Komödie Graz
- 2024 Funny Money von Ray Cooney, Komödie Graz
- 2024 Das Gespenst von Canterville, Musical von Robert Persché, Bühne Baden
- 2025 Das Geheimnis der drei Tenöre von Ken Ludwig, Komödie Graz